# 大屠殺列車
大屠殺列車（Holocaust train）是德意志國鐵路經營的國家鐵路系統，納粹德國為了強行驅逐猶太人的目的，利用大屠殺列車運送受害者至德國納粹集中營、勞動營與滅絕營。
現代歷史學家認為，如果沒有鐵路大眾運輸系統，最終解決方案有可能無法實現。
主要的遣送車站法蘭克福格羅斯馬克哈勒貨運站自1997年以來，已設有紀念牌匾。

## 运输

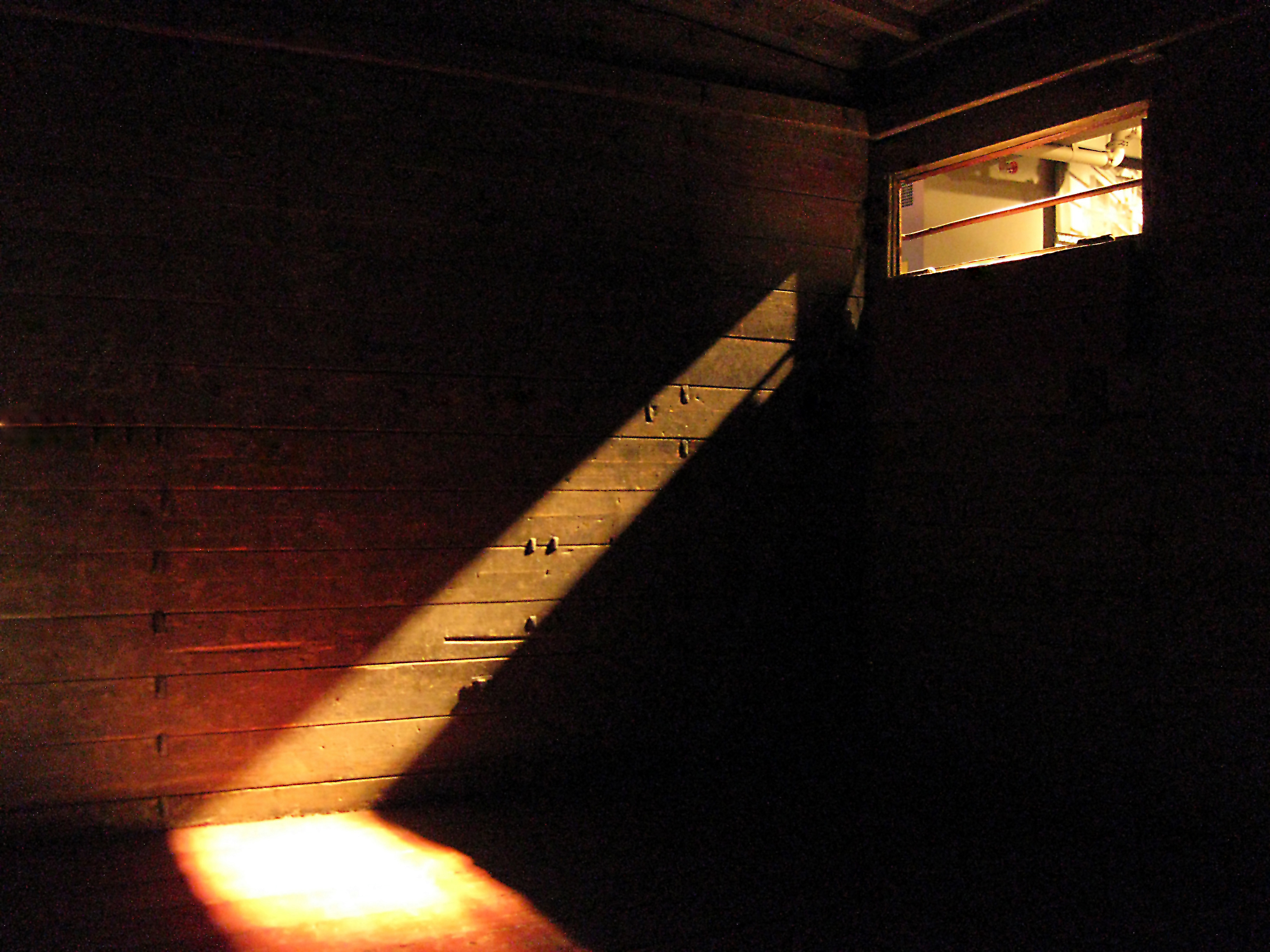
大屠杀列车的内部

大屠杀列车主要使用了战爭机车车系中的DRB 52型蒸汽机车和50节10公尺长的家畜货车编组而成，在荷兰和比利时，党卫队有时也会使用三等客车车厢，以“安置到东方工作”的名义掩盖真实意图。党卫队的手册中建议每节车厢安置50人，每列50节编组以运输2,500人。但实际情况中每节棚车载了100人，至少达到了其运輸能力的150％至200％，每列平均人数达5,000人。在1942年遣送华沙犹太区犹太人至特雷布林卡灭绝营的华沙大行动中，每列列车装载了7,000人。
德国交通部共管理1,600列大屠杀列车，大多数在德国接管的波兰国家铁路登记。1941至1944年12月奥斯威辛集中营关闭时，平均每天有1.5列列车到达，以此方式计算至少有4,000,000人被运送。（2,500人×1,066天）。